# Robert Kirkland Henry
Robert Kirkland Henry (Jefferson, 9 de febrero de 1890 - Madison, 20 de noviembre de 1946) fue un banquero y político estadounidense. Como demócrata, se desempeñó como tesorero del estado de Wisconsin. Como republicano, sirvió en la Cámara de Representantes de Estados Unidos.

## Biografía
Henry nació en Jefferson, Wisconsin el 9 de febrero de 1890. Asistió a la Universidad de Wisconsin-Madison durante dos años y luego comenzó una carrera en la banca. Ascendió en las filas del Jefferson County Bank para convertirse en cajero y miembro de la junta directiva.
En 1932 fue el candidato demócrata exitoso para Tesorero del Estado, y sirvió dos mandatos, de 1933 a 1937. Fue un candidato fracasado a la reelección en 1936. En 1938 se postuló para la nominación republicana para gobernador de Wisconsin y perdió ante Julius Heil, quien derrotó a Philip La Follette, el candidato del Partido Progresista de Wisconsin en las elecciones generales.
Henry sirvió en la Comisión Municipal de Agua y Luz de Jefferson desde 1939 hasta 1944. De 1940 a 1944 fue miembro de la Comisión Estatal Bancaria 1940-1944. Fue elegido al Congreso en 1944 y reelegido en 1946. Sirvió en el 79.º Congreso, pero murió antes del inicio del 80.º Congreso.
Henry falleció en Madison, Wisconsin el 20 de noviembre de 1946. Fue enterrado en el cementerio de Greenwood en Jefferson.